# Brevicreadium congeri
Brevicreadium congeri är en plattmaskart som beskrevs av Harold Winfred Manter 1954. Brevicreadium congeri ingår i släktet Brevicreadium och familjen Zoogonidae. Inga underarter finns listade i Catalogue of Life.